# Dorfkirche Weggun

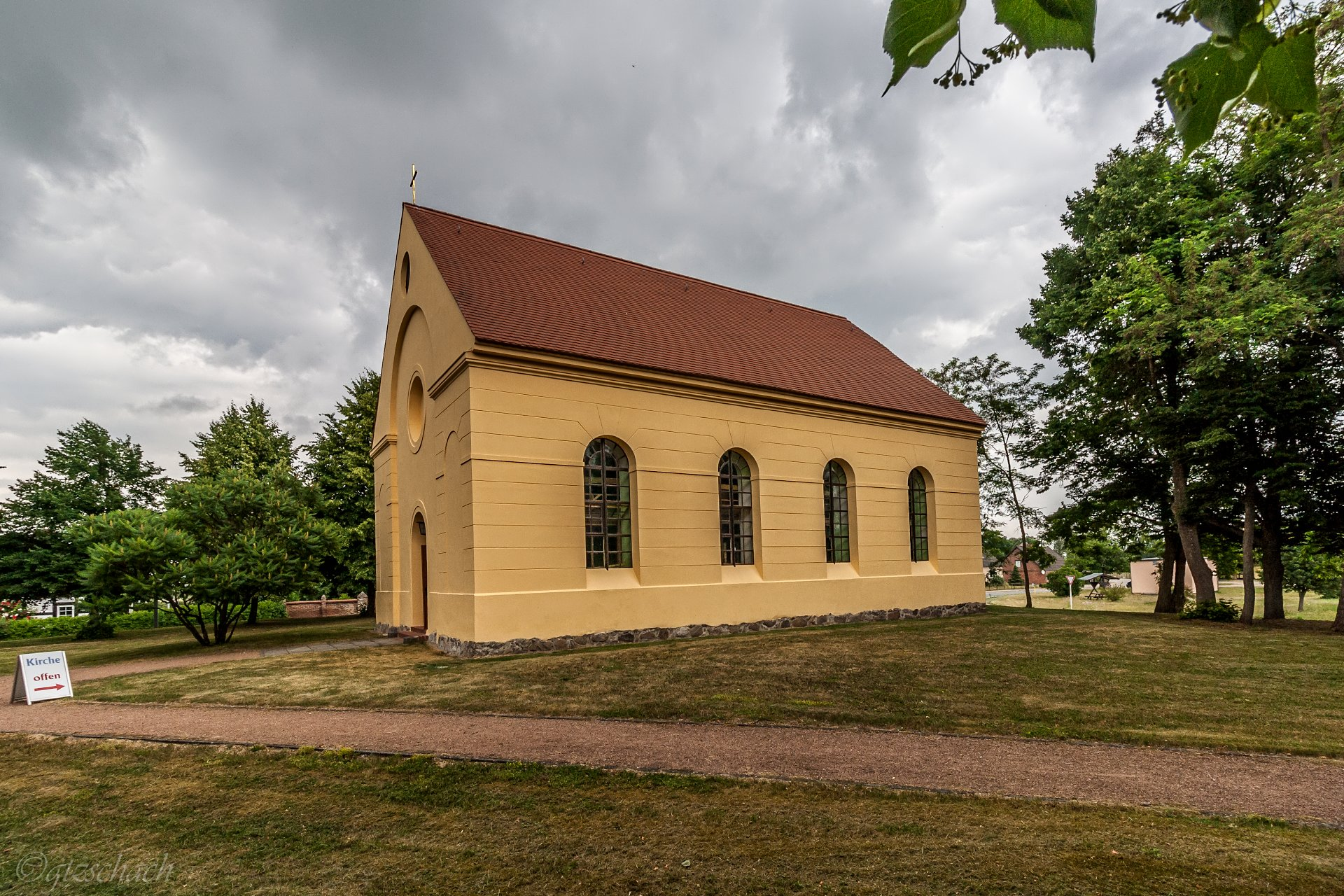
Dorfkirche in Weggun

Die evangelische Dorfkirche Weggun ist eine Saalkirche in Weggun, einem Ortsteil der Gemeinde Nordwestuckermark im brandenburgischen Landkreis Uckermark. Die Kirche gehört der Kirchengemeinde Boitzenburg des Kirchenkreises Uckermark der Evangelischen Kirche Berlin-Brandenburg-schlesische Oberlausitz an. Das Gebäude steht unter Denkmalschutz.

## Baubeschreibung
Es handelt sich um einen Saalbau mit Satteldach und Putznutung, der im Jahr 1832 erbaut wurde und 1995 restauriert wurde. Die Giebelwände sind durch ein Triumphbogenmotiv strukturiert, das aus einem hohen Rundbogen zwischen niedrigen, rundbogigen Putzblenden unter dem fortgeführten Traufgesims besteht. Die Längswände haben hohe Rundbogenfenster.
Im Innern, das von einer Putzdecke überspannt wird, gibt es eine dreiseitige Empore. Die Ostwand hat eine flache Rundbogennische für die Kanzel. Die Ausstattung stammt aus der Bauzeit und umfasst eine neugotische Orgel von Barnim Grüneberg aus der zweiten Hälfte des 19. Jahrhunderts sowie ein Ölbild des Pfarrers Michael Willich (1692–1732).